# للنفيربوللغوينغيلل
للنفيربوللغوينغيلل (بالإنجليزية: Llanfairpwllgwyngyll)‏ هي قرية تقع في المملكة المتحدة في أنغلزي. يقدر عدد سكانها بـ 3,040 نسمة .
والأسم الرسمى لها (Llanfairpwllgwyngyllgogerychwyrndrobwllllantysiliogogogoch) أي (St Mary's church in the hollow of the white hazel near to the fierce whirlpool of St Tysilio of the red cave) أي كنيسة سانت ماري في الغور من أشجار البندق الأبيض بالقرب من الدوامة الشرسة لسانت تيزيليو في الكهف الأحمر.
تم اختراع الشكل الطويل من الاسم لأغراض ترويجية في ستينيات القرن التاسع عشر، يبلغ طول الأسم 58 حرفاً مما يجعله أطول اسم لمكان في أوروبا وثاني أطول اسم رسمي من كلمة واحدة في العالم.

## تاريخها
يعود تاريخ القرية منذ العصر الحجري الحديث (4000-2000 قبل الميلاد)، مع زراعة الكفاف وصيد الأسماك والتي كانت أكثر المهن شيوعاً فبهذا الوقت. وكانت جزيرة أنجليسي عند هذه النقطة يمكن الوصول إليها إلا عن طريق القوارب عبر مضيق ميناي، غزت المنطقة لفترة وجيزة من قبل الرومان تحت غايوس سوتونيوس بولينوس، تخلى مؤقتا من أجل توطيد القوات ضد بوديكا، ثم عقد حتى نهاية بريطانيا الرومانية.
مع انسحاب القوات الرومانية، سقطت المنطقة تحت سيطرة مملكة القرون الوسطى في وقت مبكر من غويند، وفي ظل هذا النظام الإقطاعي عمل السكان مزارع صغيرة للملك، وتعني الطبيعة الريفية للمستوطنة أن عدد سكان القرية يبلغ حوالي 80 نسمة في عام 1563.
مع إدخال العقارات في القرن 16، تم استيعاب الكثير من الأرض في إيرلدوم من أوكسبريدج، والتي أصبحت فيما بعد ماركيزات من أنجليسي. أصبح السكان المزارعين المستأجرين على حاويات. في عام 1844، على سبيل المثال، كان 92٪ من الأراضي في لانفيربول مملوكة من قبل ثلاثة أفراد فقط. وقد ازدهر عدد سكان القرية، حيث بلغ عدد سكانها 385 نسمة في تعداد 1801 و 83 منزلا، معظمهم في القرية القديمة (بينتر أوشاف، القرية العليا).
في عام 1826، كانت انجليسي متصلة ببقية ويلز من خلال بناء جسر ميناي المعلق من قبل توماس تيلفورد، ومتصلة مع لندن في عام 1850 مع بناء جسر بريتانيا وخط سكة حديد ساحل شمال ويلز المزدحم، والذي ربط لندن إلى ميناء العبارة، بسبب، هليهياد. قرية لامركزية، وتقسيمها إلى قرية العليا (بينتر أوشاف)، والتي تتكون أساسا من المنازل القديمة والمزارع، والقرية السفلى الجديدة (بينتر إيساف)، التي بنيت حول محطة السكك الحديدية وتتألف في الغالب من المحلات التجارية وورش العمل. أصبحت القرية مركزا للتجارة، حيث جلبت السكك الحديدية وشبكة الطرق التجار والعملاء من جميع أنحاء شمال ويلز.

## السكان
في تعداد عام 2001، كان عدد سكان المجتمع 0340، 76٪ منهم يتحدثون ويلز بطلاقة؛ كانت أعلى نسبة من المتكلمين في الفئة العمرية 10-14 سنة، حيث تحدث 97.1٪ من الويلزية.
وبحلول تعداد عام 2011، ارتفع عدد السكان إلى 3107، منهم 70.62٪ كانوا قادرين على الكلام الويلزي، وهي سادس أكبر مستوطنة في الجزيرة من حيث عدد السكان.

## المناخ
| البيانات المناخية لـLlanfairpwllgwyngyll, 1961–1990, Altitude: 15 metres above mean sea level | البيانات المناخية لـLlanfairpwllgwyngyll, 1961–1990, Altitude: 15 metres above mean sea level | البيانات المناخية لـLlanfairpwllgwyngyll, 1961–1990, Altitude: 15 metres above mean sea level | البيانات المناخية لـLlanfairpwllgwyngyll, 1961–1990, Altitude: 15 metres above mean sea level | البيانات المناخية لـLlanfairpwllgwyngyll, 1961–1990, Altitude: 15 metres above mean sea level | البيانات المناخية لـLlanfairpwllgwyngyll, 1961–1990, Altitude: 15 metres above mean sea level | البيانات المناخية لـLlanfairpwllgwyngyll, 1961–1990, Altitude: 15 metres above mean sea level | البيانات المناخية لـLlanfairpwllgwyngyll, 1961–1990, Altitude: 15 metres above mean sea level | البيانات المناخية لـLlanfairpwllgwyngyll, 1961–1990, Altitude: 15 metres above mean sea level | البيانات المناخية لـLlanfairpwllgwyngyll, 1961–1990, Altitude: 15 metres above mean sea level | البيانات المناخية لـLlanfairpwllgwyngyll, 1961–1990, Altitude: 15 metres above mean sea level | البيانات المناخية لـLlanfairpwllgwyngyll, 1961–1990, Altitude: 15 metres above mean sea level | البيانات المناخية لـLlanfairpwllgwyngyll, 1961–1990, Altitude: 15 metres above mean sea level | البيانات المناخية لـLlanfairpwllgwyngyll, 1961–1990, Altitude: 15 metres above mean sea level |
| الشهر                                                                                         | يناير                                                                                         | فبراير                                                                                        | مارس                                                                                          | أبريل                                                                                         | مايو                                                                                          | يونيو                                                                                         | يوليو                                                                                         | أغسطس                                                                                         | سبتمبر                                                                                        | أكتوبر                                                                                        | نوفمبر                                                                                        | ديسمبر                                                                                        | المعدل السنوي                                                                                 |
| --------------------------------------------------------------------------------------------- | --------------------------------------------------------------------------------------------- | --------------------------------------------------------------------------------------------- | --------------------------------------------------------------------------------------------- | --------------------------------------------------------------------------------------------- | --------------------------------------------------------------------------------------------- | --------------------------------------------------------------------------------------------- | --------------------------------------------------------------------------------------------- | --------------------------------------------------------------------------------------------- | --------------------------------------------------------------------------------------------- | --------------------------------------------------------------------------------------------- | --------------------------------------------------------------------------------------------- | --------------------------------------------------------------------------------------------- | --------------------------------------------------------------------------------------------- |
| الدرجة القصوى °م (°ف)                                                                         | 15 (59)                                                                                       | 17 (63)                                                                                       | 22 (72)                                                                                       | 24 (75)                                                                                       | 28 (82)                                                                                       | 29 (84)                                                                                       | 31 (88)                                                                                       | 34 (93)                                                                                       | 27 (81)                                                                                       | 25 (77)                                                                                       | 18 (64)                                                                                       | 17 (63)                                                                                       | 34 (93)                                                                                       |
| متوسط درجة الحرارة الكبرى °م (°ف)                                                             | 7.7 (45.9)                                                                                    | 8.0 (46.4)                                                                                    | 9.7 (49.5)                                                                                    | 12.1 (53.8)                                                                                   | 15.2 (59.4)                                                                                   | 17.9 (64.2)                                                                                   | 19.4 (66.9)                                                                                   | 19.3 (66.7)                                                                                   | 17.4 (63.3)                                                                                   | 14.6 (58.3)                                                                                   | 10.5 (50.9)                                                                                   | 8.7 (47.7)                                                                                    | 13.4 (56.1)                                                                                   |
| المتوسط اليومي °م (°ف)                                                                        | 5.2 (41.4)                                                                                    | 5.1 (41.2)                                                                                    | 6.6 (43.9)                                                                                    | 8.5 (47.3)                                                                                    | 11.3 (52.3)                                                                                   | 14.0 (57.2)                                                                                   | 15.7 (60.3)                                                                                   | 15.6 (60.1)                                                                                   | 13.9 (57.0)                                                                                   | 11.5 (52.7)                                                                                   | 7.8 (46.0)                                                                                    | 6.1 (43.0)                                                                                    | 10.1 (50.2)                                                                                   |
| متوسط درجة الحرارة الصغرى °م (°ف)                                                             | 2.6 (36.7)                                                                                    | 2.2 (36.0)                                                                                    | 3.4 (38.1)                                                                                    | 4.9 (40.8)                                                                                    | 7.4 (45.3)                                                                                    | 10.1 (50.2)                                                                                   | 11.9 (53.4)                                                                                   | 11.9 (53.4)                                                                                   | 10.4 (50.7)                                                                                   | 8.3 (46.9)                                                                                    | 5.0 (41.0)                                                                                    | 3.5 (38.3)                                                                                    | 6.8 (44.2)                                                                                    |
| أدنى درجة حرارة °م (°ف)                                                                       | −9 (16)                                                                                       | −8 (18)                                                                                       | −7 (19)                                                                                       | −3 (27)                                                                                       | −1 (30)                                                                                       | 2 (36)                                                                                        | 5 (41)                                                                                        | 4 (39)                                                                                        | 1 (34)                                                                                        | −1 (30)                                                                                       | −4 (25)                                                                                       | −8 (18)                                                                                       | −9 (16)                                                                                       |
| معدل هطول الأمطار مم (إنش)                                                                    | 107 (4.2)                                                                                     | 72 (2.8)                                                                                      | 85 (3.3)                                                                                      | 65 (2.6)                                                                                      | 65 (2.6)                                                                                      | 68 (2.7)                                                                                      | 74 (2.9)                                                                                      | 95 (3.7)                                                                                      | 98 (3.9)                                                                                      | 120 (4.7)                                                                                     | 130 (5.1)                                                                                     | 123 (4.8)                                                                                     | 1٬102 (43.3)                                                                                  |
| متوسط الأيام الممطرة (≥ 0.2 mm)                                                               | 19.7                                                                                          | 15.0                                                                                          | 18.9                                                                                          | 14.1                                                                                          | 18.9                                                                                          | 13.7                                                                                          | 13.1                                                                                          | 15.1                                                                                          | 15.8                                                                                          | 18.7                                                                                          | 19.5                                                                                          | 19.5                                                                                          | 202                                                                                           |
| متوسط الأيام المثلجة                                                                          | 2.9                                                                                           | 3.1                                                                                           | 1.7                                                                                           | 0.7                                                                                           | 0.1                                                                                           | 0.0                                                                                           | 0.0                                                                                           | 0.0                                                                                           | 0.0                                                                                           | 0.0                                                                                           | 0.4                                                                                           | 1.6                                                                                           | 10.5                                                                                          |
| ساعات سطوع الشمس الشهرية                                                                      | 49.6                                                                                          | 73.5                                                                                          | 105.4                                                                                         | 153.0                                                                                         | 195.3                                                                                         | 183.0                                                                                         | 173.6                                                                                         | 164.3                                                                                         | 126.0                                                                                         | 93.0                                                                                          | 57.0                                                                                          | 40.3                                                                                          | 1٬414                                                                                         |
| المصدر: Met Office                                                                            |                                                                                               |                                                                                               |                                                                                               |                                                                                               |                                                                                               |                                                                                               |                                                                                               |                                                                                               |                                                                                               |                                                                                               |                                                                                               |                                                                                               |                                                                                               |

| البيانات المناخية لـLlanfairpwllgwyngyll, 1961–1990, Altitude: 15 metres above mean sea level | البيانات المناخية لـLlanfairpwllgwyngyll, 1961–1990, Altitude: 15 metres above mean sea level | البيانات المناخية لـLlanfairpwllgwyngyll, 1961–1990, Altitude: 15 metres above mean sea level | البيانات المناخية لـLlanfairpwllgwyngyll, 1961–1990, Altitude: 15 metres above mean sea level | البيانات المناخية لـLlanfairpwllgwyngyll, 1961–1990, Altitude: 15 metres above mean sea level | البيانات المناخية لـLlanfairpwllgwyngyll, 1961–1990, Altitude: 15 metres above mean sea level | البيانات المناخية لـLlanfairpwllgwyngyll, 1961–1990, Altitude: 15 metres above mean sea level | البيانات المناخية لـLlanfairpwllgwyngyll, 1961–1990, Altitude: 15 metres above mean sea level | البيانات المناخية لـLlanfairpwllgwyngyll, 1961–1990, Altitude: 15 metres above mean sea level | البيانات المناخية لـLlanfairpwllgwyngyll, 1961–1990, Altitude: 15 metres above mean sea level | البيانات المناخية لـLlanfairpwllgwyngyll, 1961–1990, Altitude: 15 metres above mean sea level | البيانات المناخية لـLlanfairpwllgwyngyll, 1961–1990, Altitude: 15 metres above mean sea level | البيانات المناخية لـLlanfairpwllgwyngyll, 1961–1990, Altitude: 15 metres above mean sea level | البيانات المناخية لـLlanfairpwllgwyngyll, 1961–1990, Altitude: 15 metres above mean sea level |
| الشهر                                                                                         | يناير                                                                                         | فبراير                                                                                        | مارس                                                                                          | أبريل                                                                                         | مايو                                                                                          | يونيو                                                                                         | يوليو                                                                                         | أغسطس                                                                                         | سبتمبر                                                                                        | أكتوبر                                                                                        | نوفمبر                                                                                        | ديسمبر                                                                                        | المعدل السنوي                                                                                 |
| --------------------------------------------------------------------------------------------- | --------------------------------------------------------------------------------------------- | --------------------------------------------------------------------------------------------- | --------------------------------------------------------------------------------------------- | --------------------------------------------------------------------------------------------- | --------------------------------------------------------------------------------------------- | --------------------------------------------------------------------------------------------- | --------------------------------------------------------------------------------------------- | --------------------------------------------------------------------------------------------- | --------------------------------------------------------------------------------------------- | --------------------------------------------------------------------------------------------- | --------------------------------------------------------------------------------------------- | --------------------------------------------------------------------------------------------- | --------------------------------------------------------------------------------------------- |
| متوسط الأيام الممطرة (≥ 1.0 mm)                                                               | 15.6                                                                                          | 11.2                                                                                          | 13.0                                                                                          | 10.4                                                                                          | 10.9                                                                                          | 10.3                                                                                          | 9.4                                                                                           | 11.7                                                                                          | 12.3                                                                                          | 15.0                                                                                          | 15.7                                                                                          | 15.1                                                                                          | 150.6                                                                                         |
| المصدر: Met Office                                                                            |                                                                                               |                                                                                               |                                                                                               |                                                                                               |                                                                                               |                                                                                               |                                                                                               |                                                                                               |                                                                                               |                                                                                               |                                                                                               |                                                                                               |                                                                                               |

| البيانات المناخية لـLlanfairpwllgwyngyll, 1961–1990, Altitude: 15 metres above mean sea level | البيانات المناخية لـLlanfairpwllgwyngyll, 1961–1990, Altitude: 15 metres above mean sea level | البيانات المناخية لـLlanfairpwllgwyngyll, 1961–1990, Altitude: 15 metres above mean sea level | البيانات المناخية لـLlanfairpwllgwyngyll, 1961–1990, Altitude: 15 metres above mean sea level | البيانات المناخية لـLlanfairpwllgwyngyll, 1961–1990, Altitude: 15 metres above mean sea level | البيانات المناخية لـLlanfairpwllgwyngyll, 1961–1990, Altitude: 15 metres above mean sea level | البيانات المناخية لـLlanfairpwllgwyngyll, 1961–1990, Altitude: 15 metres above mean sea level | البيانات المناخية لـLlanfairpwllgwyngyll, 1961–1990, Altitude: 15 metres above mean sea level | البيانات المناخية لـLlanfairpwllgwyngyll, 1961–1990, Altitude: 15 metres above mean sea level | البيانات المناخية لـLlanfairpwllgwyngyll, 1961–1990, Altitude: 15 metres above mean sea level | البيانات المناخية لـLlanfairpwllgwyngyll, 1961–1990, Altitude: 15 metres above mean sea level | البيانات المناخية لـLlanfairpwllgwyngyll, 1961–1990, Altitude: 15 metres above mean sea level | البيانات المناخية لـLlanfairpwllgwyngyll, 1961–1990, Altitude: 15 metres above mean sea level | البيانات المناخية لـLlanfairpwllgwyngyll, 1961–1990, Altitude: 15 metres above mean sea level |
| الشهر                                                                                         | يناير                                                                                         | فبراير                                                                                        | مارس                                                                                          | أبريل                                                                                         | مايو                                                                                          | يونيو                                                                                         | يوليو                                                                                         | أغسطس                                                                                         | سبتمبر                                                                                        | أكتوبر                                                                                        | نوفمبر                                                                                        | ديسمبر                                                                                        | المعدل السنوي                                                                                 |
| --------------------------------------------------------------------------------------------- | --------------------------------------------------------------------------------------------- | --------------------------------------------------------------------------------------------- | --------------------------------------------------------------------------------------------- | --------------------------------------------------------------------------------------------- | --------------------------------------------------------------------------------------------- | --------------------------------------------------------------------------------------------- | --------------------------------------------------------------------------------------------- | --------------------------------------------------------------------------------------------- | --------------------------------------------------------------------------------------------- | --------------------------------------------------------------------------------------------- | --------------------------------------------------------------------------------------------- | --------------------------------------------------------------------------------------------- | --------------------------------------------------------------------------------------------- |
| متوسط الأيام الممطرة (≥ 10.0 mm)                                                              | 2.5                                                                                           | 1.7                                                                                           | 2.0                                                                                           | 1.5                                                                                           | 1.2                                                                                           | 1.6                                                                                           | 2.2                                                                                           | 2.7                                                                                           | 2.8                                                                                           | 3.4                                                                                           | 3.8                                                                                           | 3.5                                                                                           | 28.9                                                                                          |
| المصدر: Met Office                                                                            |                                                                                               |                                                                                               |                                                                                               |                                                                                               |                                                                                               |                                                                                               |                                                                                               |                                                                                               |                                                                                               |                                                                                               |                                                                                               |                                                                                               |                                                                                               |